# Kalevi Kärkinen
Kalevi Antero Kärkinen (* 15. August 1934 in Helsinki; † 8. April 2004 in Lahti) war ein finnischer Skispringer.

## Werdegang
Bei der Nordischen Skiweltmeisterschaft 1958 in Lahti erreichte er im Einzel von der Normalschanze punktgleich mit Nikolai Schamow und Nikolai Kamenski den neunten Platz. 1959 gewann Kärkinen die fünfte Ausgabe der Schweizer Springertournee. Im selben Jahr stellte er auf den Papoose Peak Jumps in Squaw Valley mit 85,5 m einen neuen Schanzenrekord auf, der ein Jahr lang bis zu den Olympischen Winterspielen 1960 Bestand hatte. Bei der Vierschanzentournee 1960/61, der einzigen seiner Karriere, an der er teilnahm, erreichte er in Oberstdorf und Bischofshofen den dritten Platz. In Partenkirchen reichte es nur zu einem 22. Platz. Jedoch konnte er in Innsbruck gewinnen und belegte so am Ende den dritten Platz in der Tournee-Gesamtwertung.
Kalevi Kärkinen war der ältere Bruder von Juhani Kärkinen, der ebenfalls als Skispringer erfolgreich war.

## Erfolge

### Schanzenrekorde
| Ort       | Land       | Weite              | aufgestellt am | Rekord bis        |
| --------- | ---------- | ------------------ | -------------- | ----------------- |
| Innsbruck | Österreich | 84,5 m (HS: 130 m) | 6. Januar 1961 | 30. Dezember 1962 |